# 替代左翼

替代左翼标志

替代左翼（德語：Alternative Linke），又称左翼党（法語：La Gauche），是瑞士的一个左翼政党，成立于2010年5月29日。
该党由瑞士劳动党、团结、替代名单的成员组成，参与政党原有的组织仍然保留。该党试图将瑞士所有比中间偏左的瑞士社会民主党和瑞士绿党更左的的左翼政党联合起来。2011年，该党有2000名成员。
2018年，该党的全国组织解散，但它的伯尔尼支部以及在该党的旗帜下联合起来的团体仍然存在。